# باولا برنتيس
باولا برنتيس (بالإنجليزية: Paula Prentiss)‏ (و. 1938  م) هي ممثلة أفلام أمريكية، ولدت في سان أنطونيو.

## التعليم
تعلمت في جامعة نورث وسترن، وكلية الاتصالات الجامعية الشمالية الغربية ‏.

## وصلات خارجية
- باولا برنتيس على موقع IMDb (الإنجليزية)
- باولا برنتيس على موقع ألو سيني (الفرنسية)
- باولا برنتيس على موقع أول موفي (الإنجليزية)
- باولا برنتيس على موقع قاعدة بيانات برودواي على الإنترنت (الإنجليزية)
- باولا برنتيس على موقع قاعدة بيانات الأفلام السويدية (السويدية)
- باولا برنتيس على موقع إن إن دي بي (الإنجليزية)
- باولا برنتيس على موقع قاعدة بيانات الفيلم (الإنجليزية)
- باولا برنتيس على موقع كينوبويسك (الروسية)